# Marie Baron
Pour les articles homonymes, voir Baron.
Marie Baron, de son vrai nom Mietje Baron, née le 5 février 1908 à Rotterdam et morte le 23 juillet 1948 dans la même ville, est une nageuse et plongeuse néerlandaise, spécialiste des courses de dos.

## Carrière
Marie Baron fait partie du relais néerlandais sixième du 4×100 mètres nage libre des Jeux olympiques de 1924 à Paris.
Elle est sacrée vice-championne olympique du 200 mètres brasse et se classe quatrième en plongeon aux Jeux olympiques de 1928 à Amsterdam. 